# Art déco

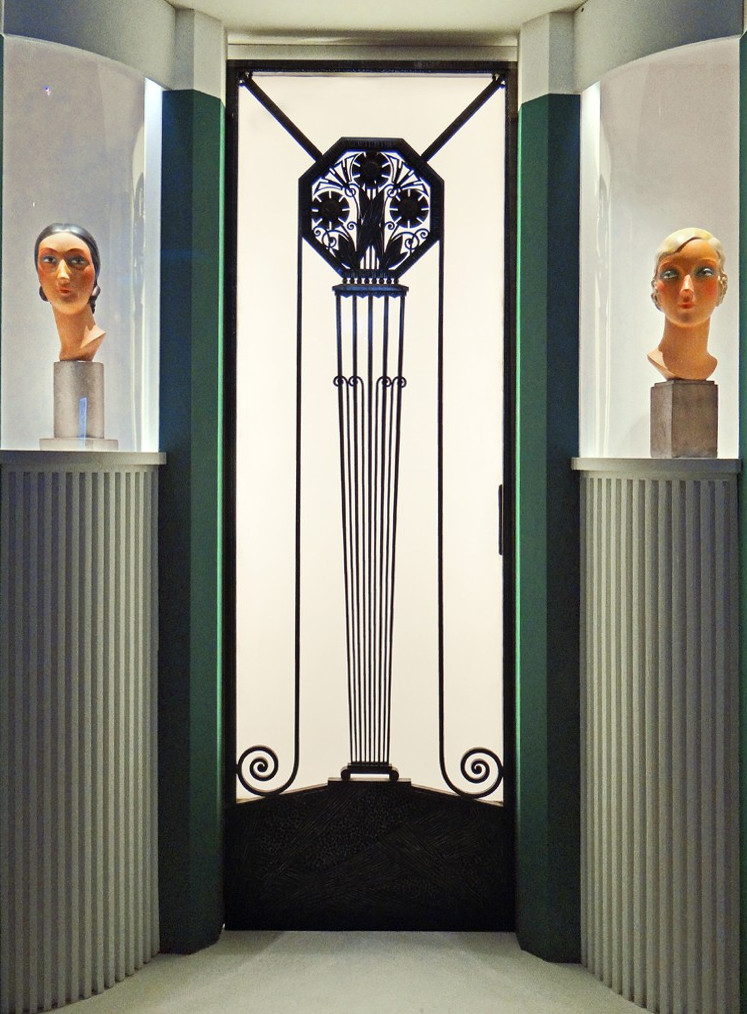
Porta d'ingresso della boutique Siégel all'Esposizione internationale delle arti decorative e industriali moderne di Parigi, 1925

L'Art Deco, decò o déco (nome derivato per estrema sintesi dalla dicitura Exposition internationale des arts décoratifs et industriels modernes, Esposizione internazionale di arti decorative e industriali moderne, tenutasi a Parigi nel 1925 e perciò detto anche stile 1925), è stato un fenomeno del gusto che interessò sostanzialmente il periodo fra il 1919 e il 1930 in Europa, mentre in America, in particolare negli Stati Uniti, si prolungò fino al 1940: riguardò le arti decorative, le arti visive, l'architettura e la moda.

## Storia
L'Expo parigina del 1925 vide trionfare, fra i molti espositori stranieri, la speciale raffinatezza francese in varie categorie merceologiche, dall'ebanisteria agli accessori di moda: Parigi restava il centro internazionale del buon gusto anche negli anni critici seguiti alla prima guerra mondiale. Ma l'Art déco non nasceva con l'Esposizione, che fu semmai una sorta di rutilante rassegna di un fenomeno nella fase della sua tarda maturità, scaturito nella stessa Parigi intorno al 1910 per opera di Paul Poiret, stilista dai molteplici interessi, rivolti alla completa riforma estetica dell'ambiente esistenziale moderno. Oltreoceano, gli Stati Uniti d'America aderirono più lentamente al déco, raccogliendone in un certo senso il testimone verso gli anni trenta, con il caratteristico gusto per un modellato aerodinamico del cosiddetto Streamlining Modern, di cui furono artefici principalmente i designer Raymond Loewy, Henry Dreyfuss e Walter Dorwin Teague.

## Caratteristiche
Parigi rimase in ogni caso il centro maggiore del design Art déco, con il mobilio di Jacques-Émile Ruhlmann che rinnovava i fasti dell'ebanisteria parigina fra rococò e stile Impero, con l'azienda di Süe et Mare, con i pannelli e i mobili modernistici di Eileen Gray, con il ferro battuto di Edgar Brandt e gli oggetti in metallo e le lacche di Jean Dunand, con i lavori in vetro di René Lalique e Maurice Marinot, con gli orologi e la gioielleria di Cartier, con i manifesti di Cassandre e Sepo.

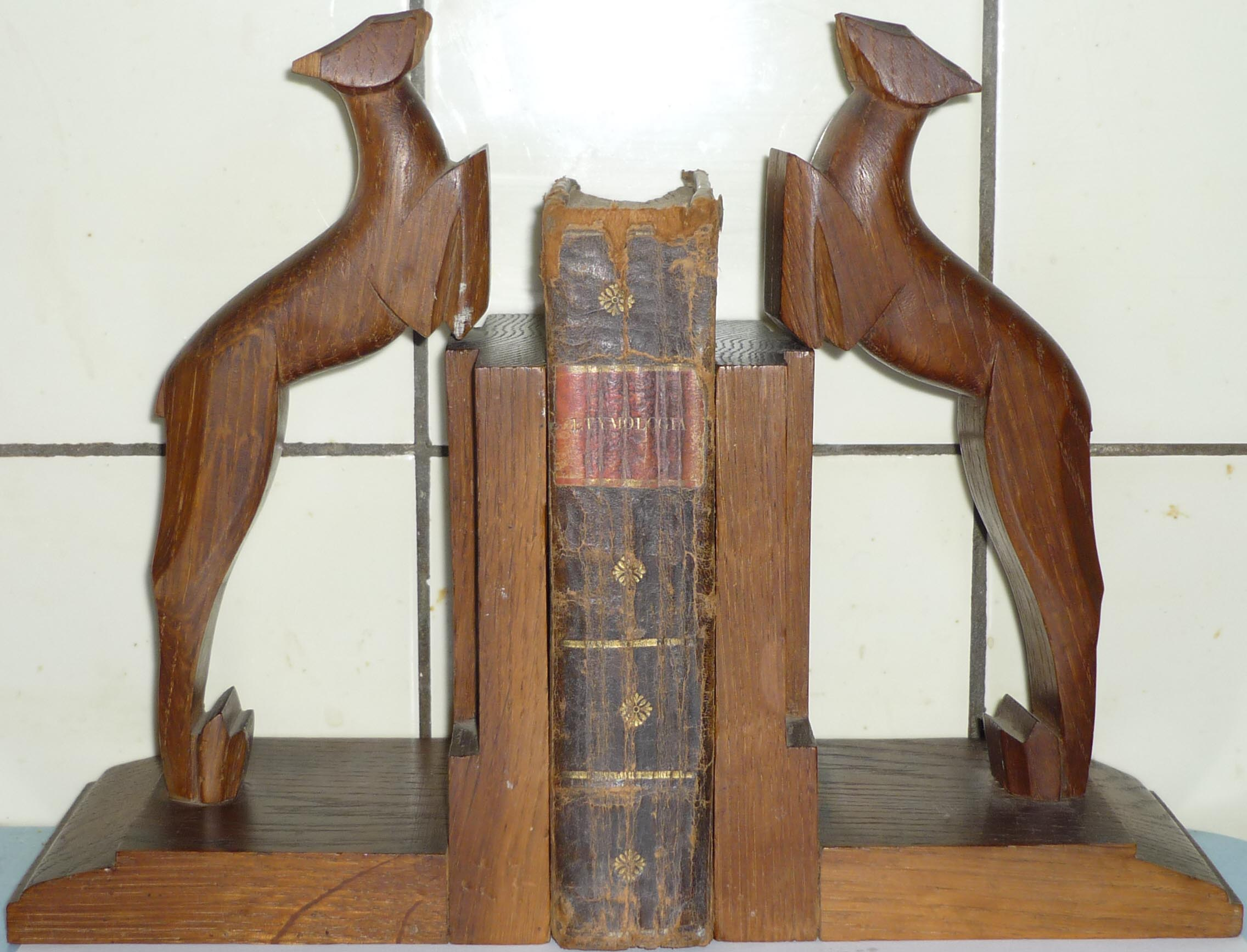
Fermalibro Art déco per lo scultore René van Dievoet, 1934.

Il termine "Art Deco" non ebbe un ampio uso fino a che quel gusto non fu rivalutato negli anni sessanta.

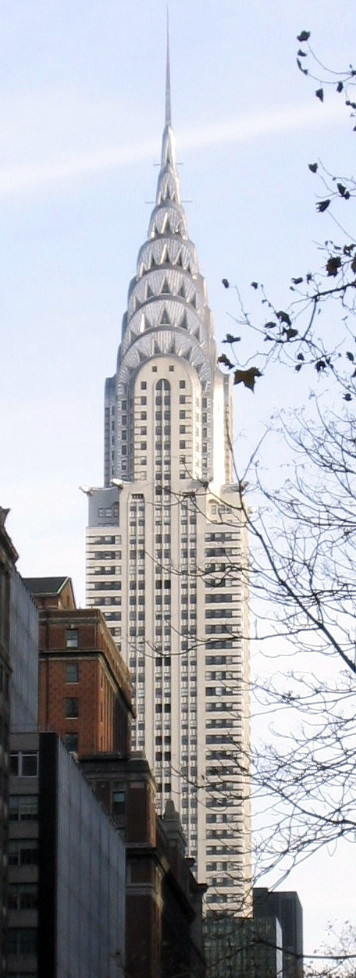
Il Chrysler Building di New York, uno degli edifici-simbolo dell'Art Deco.

Varie e disparate le principali fonti di tale stile eclettico:
- Le prime opere della Wiener Werkstätte, fondata nel 1903, e soprattutto quelle di astratto geometrismo del principale esponente, Josef Hoffmann;
- Le arti "primitive", come quella africana, o antiche come l'egizia o l'azteca;
- La scultura e i vasi dell'antica Grecia, dei periodi geometrico e arcaico;
- Le ziggurat;
- Gli scenari e i costumi di Léon Bakst per i Balletti russi di Djagilev;
- Le forme cristalline e sfaccettate del cubismo e del futurismo;
- Le stridenti gamme dei colori del fauvismo;
- Le forme severe del neoclassicismo: Boullée, Schinkel;
- Motivi e forme di animali, il fogliame tropicale, i cristalli, i motivi solari e i getti d'acqua;
- Forme femminili "moderne", agili e atletiche;
- Tecnologia da "macchina del tempo" come la radio e i grattacieli;
- Innovazioni tecnologiche in campo automobilistico e aerodinamico;
- Industria della moda;
- Tutto ciò che riguarda il jazz (Periodo: Hot Jazz e Swing).

Oltre a queste influenze l'Art déco è caratterizzata dall'uso di materiali come l'alluminio, l'acciaio inossidabile, lacca, legno intarsiato, pelle di squalo o di zebra. L'uso massiccio di forme a zigzag o a scacchi, e curve vaste (diverse da quelle sinuose dell'Art Nouveau), motivi a 'V' e a raggi solari. Alcuni di questi motivi erano usati per opere molto diverse fra loro, come ad esempio i motivi a forma di raggi solari: furono utilizzati per delle scarpe da donna, griglie per termosifoni, l'auditorium del Radio City Music Hall e la guglia del Chrysler Building. L'Art déco fu uno stile sintetico, e al tempo stesso volumetricamente, aerodinamico, turgido e opulento, probabilmente in reazione all'austerità imposta dagli anni della prima guerra mondiale e della conseguente crisi economica.

Fu peraltro uno stile molto popolare per gli interni dei cinematografi, e dei transatlantici come l'Île de France e il Normandie.

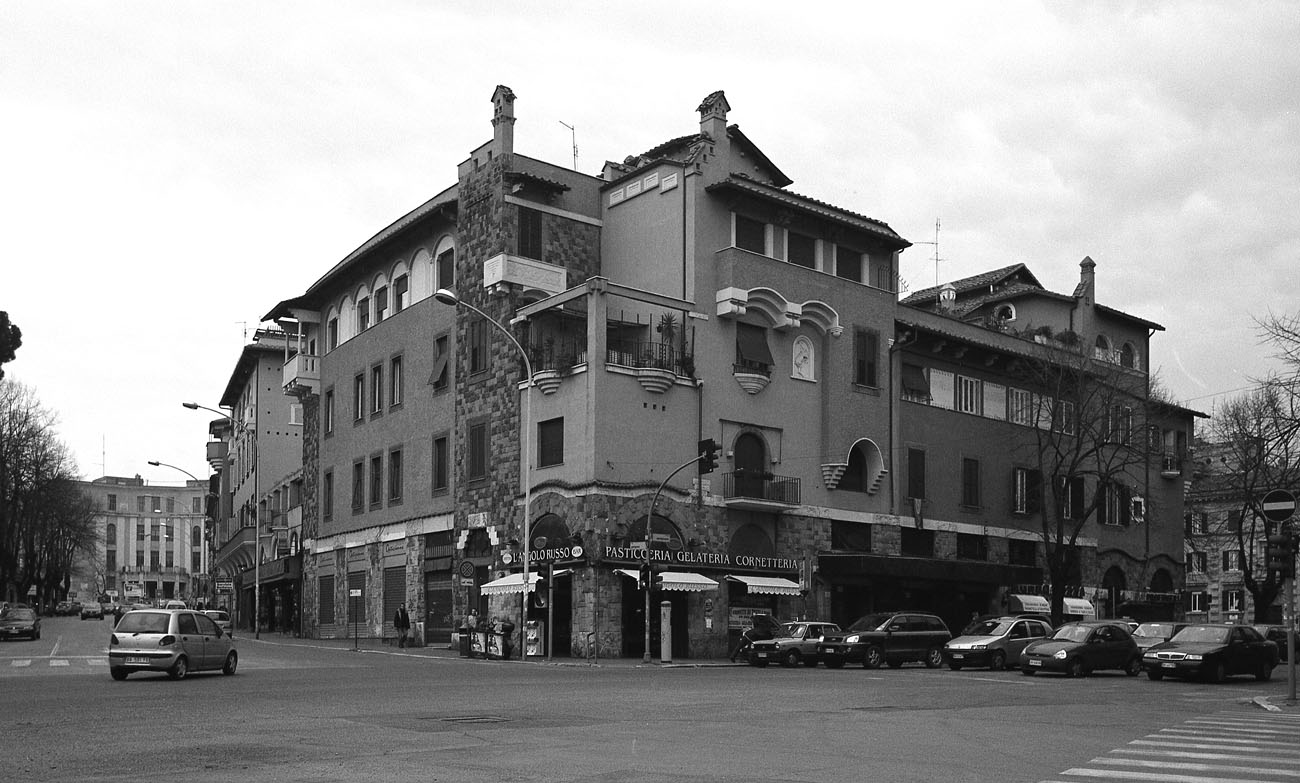
Edifici in corso Sempione a Roma.

Alcuni storici considerano l'art deco come una forma popolare e alternativa del modernismo , oppure del Movimento Moderno, in architettura. Di fatto, il razionalismo italiano utilizzò alcuni elementi di questa espressione artistica frammisti a strutture razionali, soprattutto nelle nuove città costruite durante il regime fascista - in Italia e ancor di più nelle colonie (Dodecaneso, Libia, Eritrea, Etiopia) - dove riagganci alla tradizione locale e un certo gusto dell'esotico ne furono il filo conduttore. Come esempi più significativi potremmo citare diversi palazzi di Rodi, che ne portano i segni più evidenti, mentre in città di nuova fondazione ma essenzialmente razionaliste, come Portolago, nell'isola greca di Lero, o Sabaudia in Italia se ne leggono solo accenni in alcuni edifici.
L'art deco cominciò a perdere lentamente campo in Occidente una volta raggiunta la produzione di massa. Cominciò a essere derisa perché si riteneva che fosse kitsch e che presentasse un'immagine falsa del lusso. Alla fine questo stile fu stroncato dall'austerità della seconda guerra mondiale. In stati coloniali, come l'India, divenne il punto di partenza del modernismo e continuò a essere usato fino agli anni sessanta.
Vi fu un nuovo interesse per l'Art Deco negli anni ottanta, grazie al design grafico di quel periodo, dove la sua associazione ai film noir e alla moda degli anni trenta portò al suo uso nella pubblicità per la moda e la gioielleria.
L'“Art Déco Historic Districts” a Miami Beach, in Florida, è il luogo con la più alta concentrazione al mondo di architettura Art déco. Dalla Ocean Drive alla Collins Avenue, da Lincoln Rd. a Espanola Way, si possono ammirare hotel, appartamenti e altri edifici in questo stile costruiti tra 1923 e 1943. In particolar modo, il frequente utilizzo di elementi tropicali all'interno delle decorazioni (come fenicotteri, palme e fiori), dei motivi nautici e delle tonalità pastello (come il giallo, il celeste, il lilla e il rosa) ha comunemente ribattezzato questo movimento, nel caso di Miami, Tropical Art Déco.

## Principali esponenti

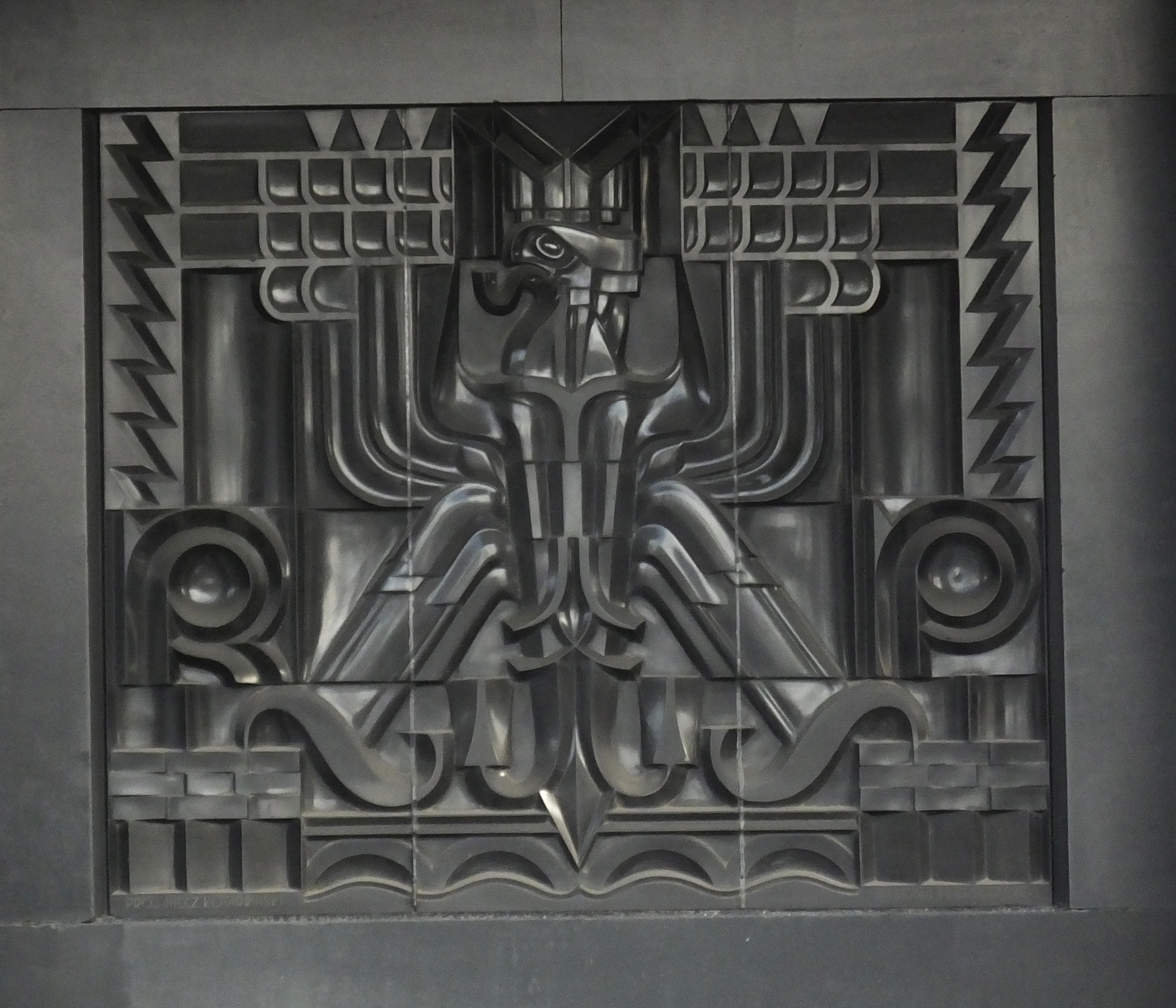
Rilievo di basalto che mostra lo stemma della Polonia in stile Art déco, l'edificio modernista del Ministero dei Trasporti a Varsavia, 1931.

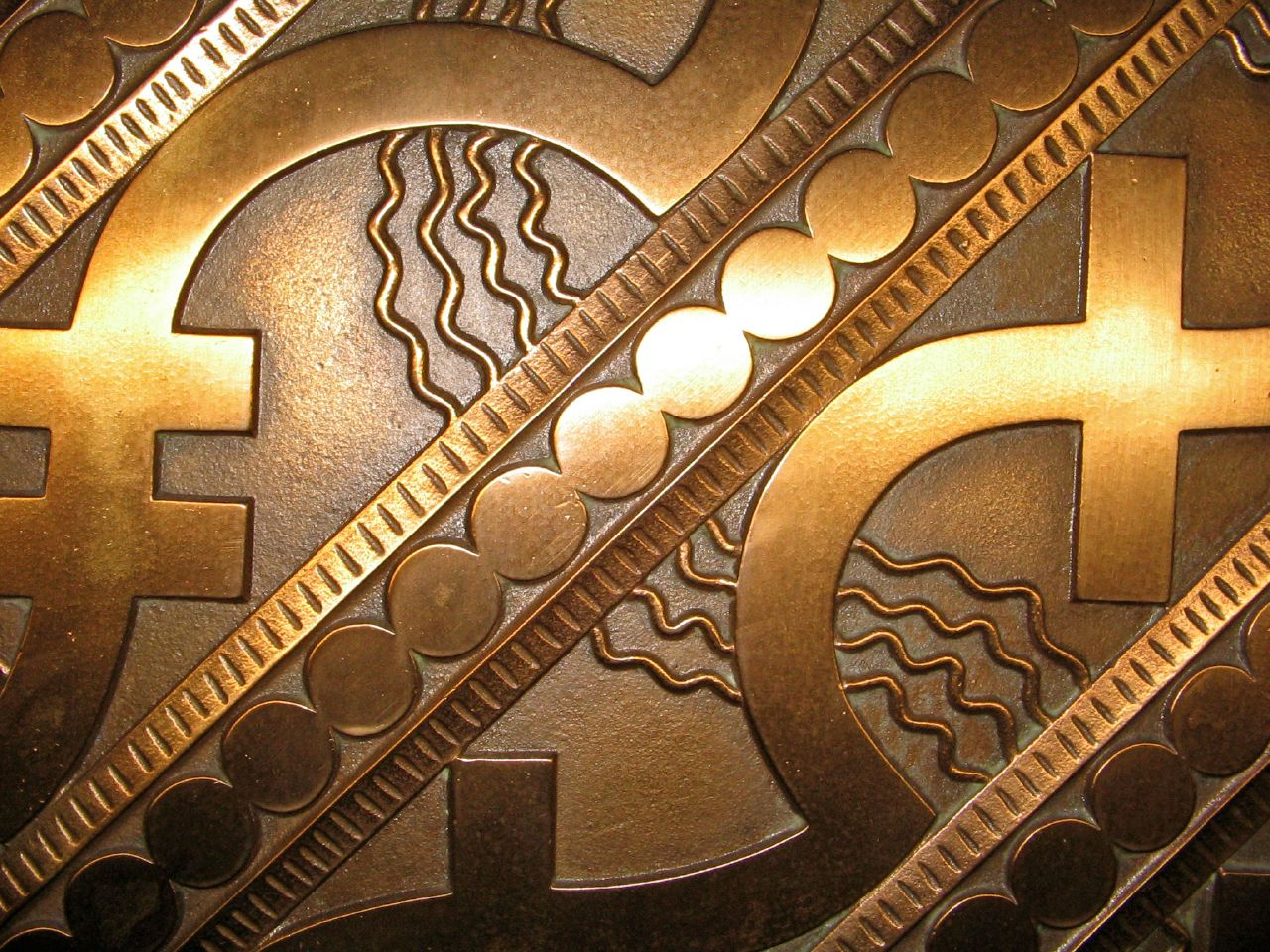
Esempio di elemento decorativo Art Deco.

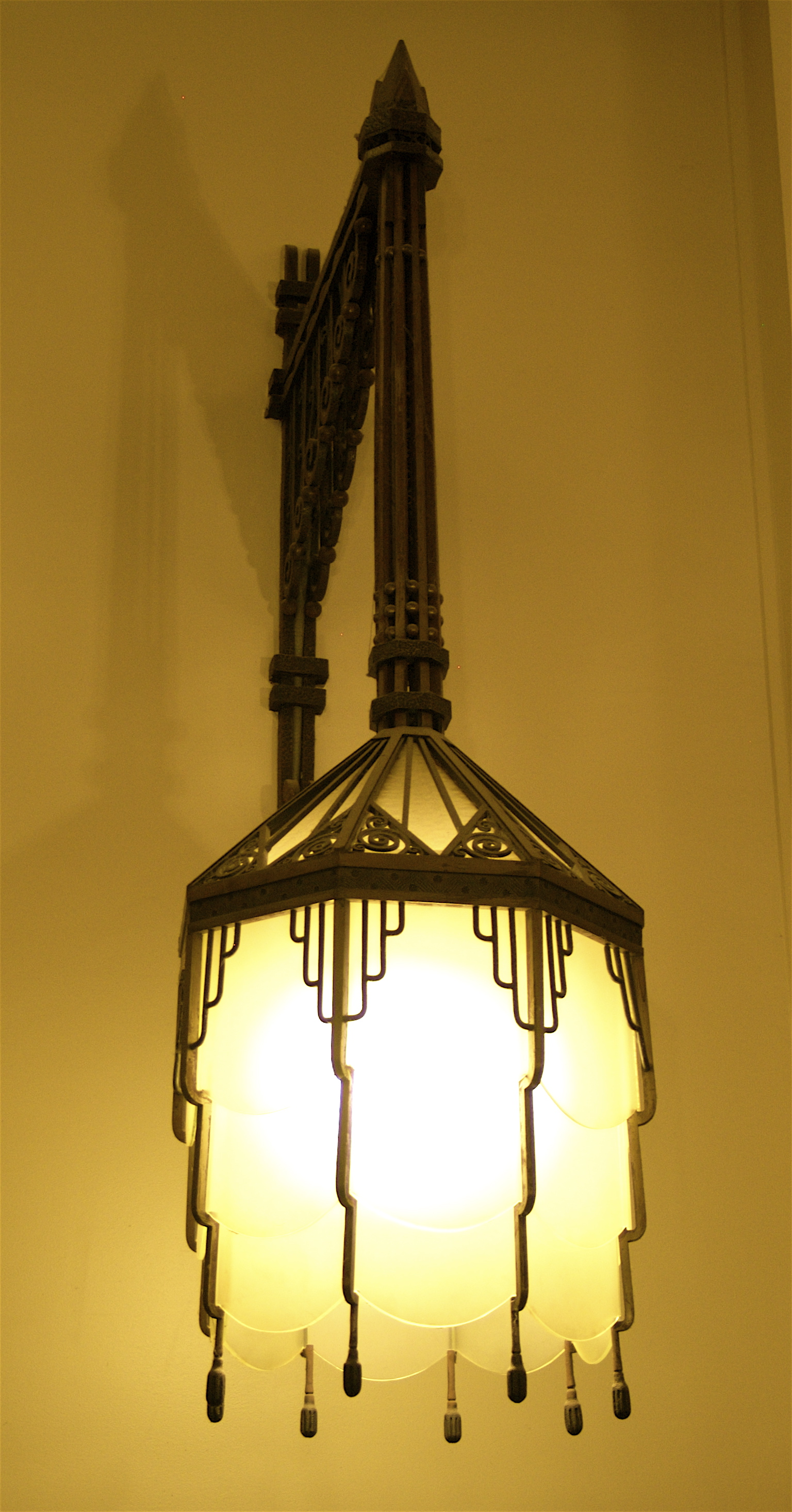
Una lampada Art Deco.

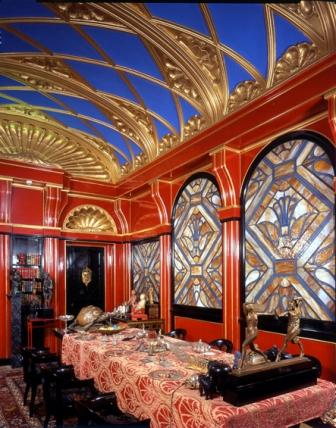
La sala della Cheli, prioria del Vittoriale degli italiani.

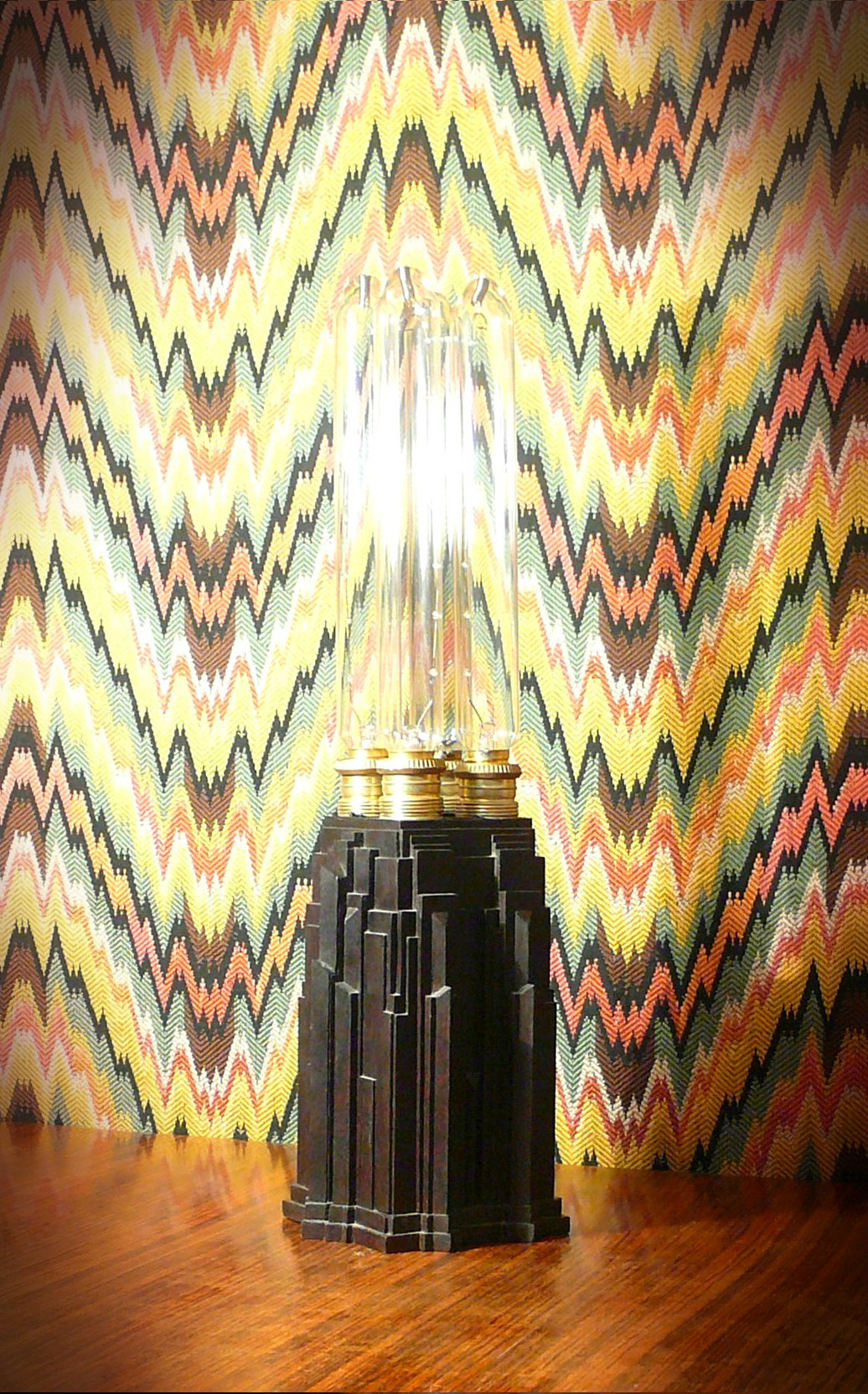
Arnaldo Dell'Ira - Lampada "a grattacielo", 1929.

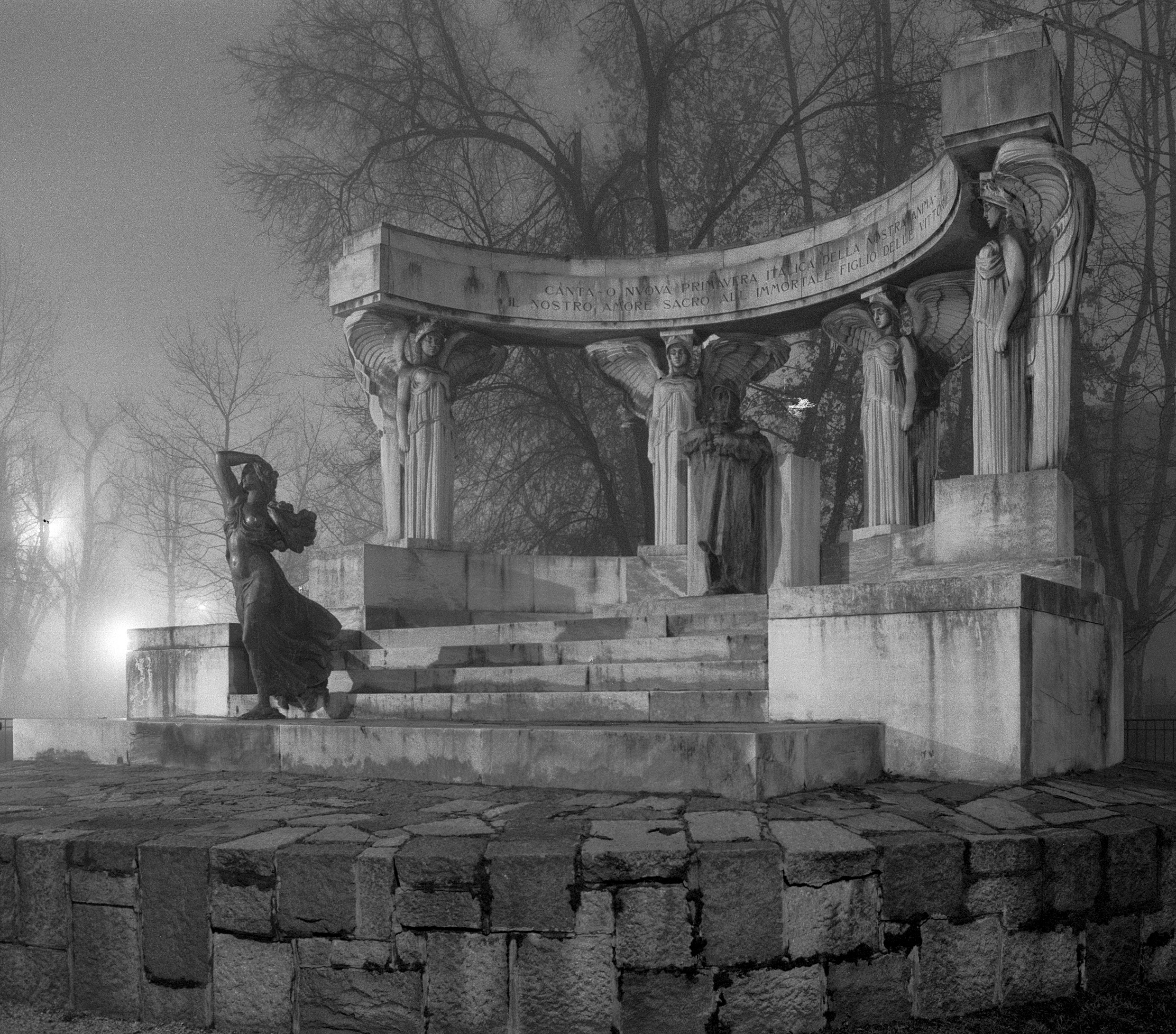
Il monumento ai caduti di Casale Monferrato di Leonardo Bistolfi.

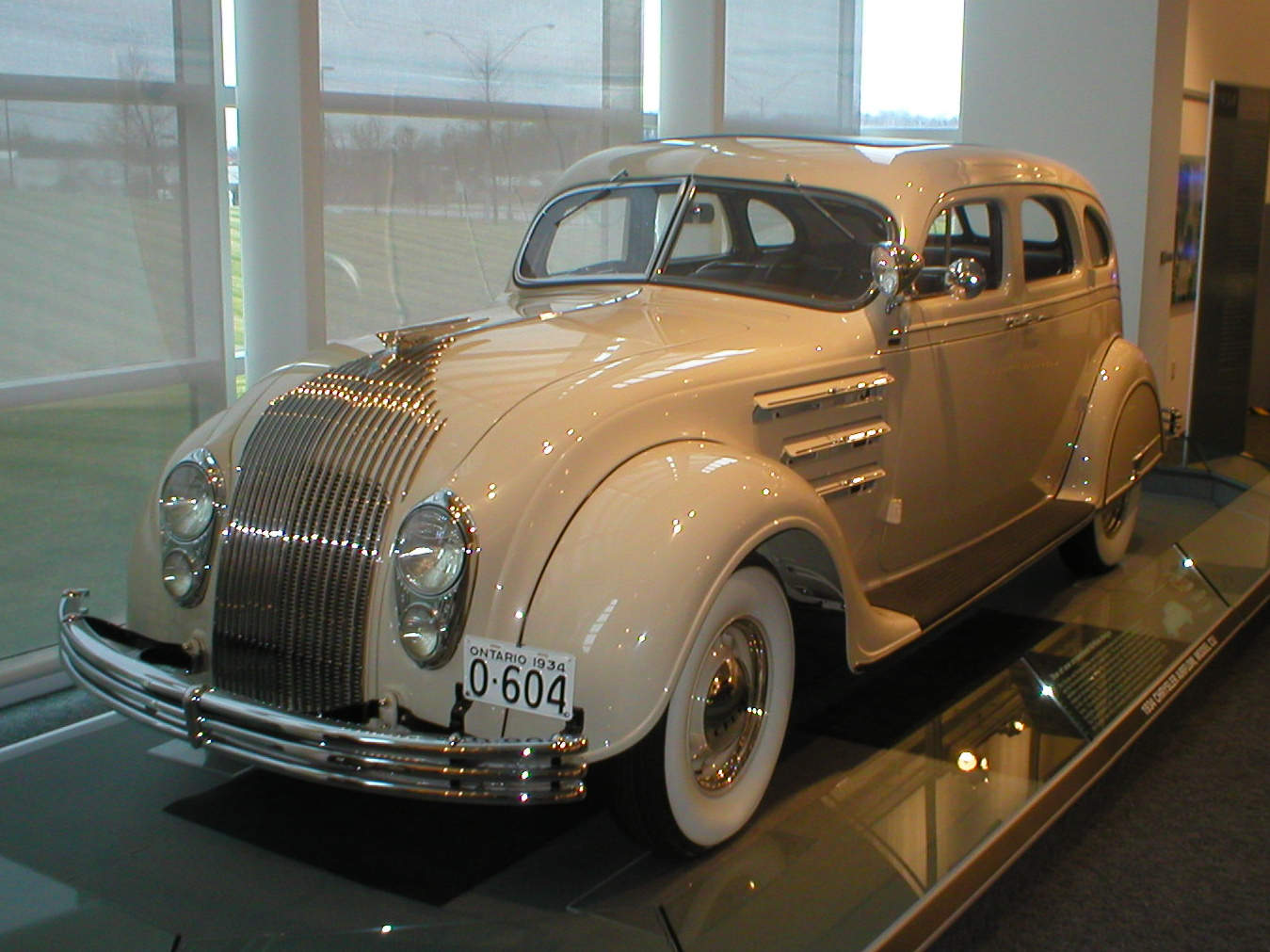
Una Chrysler Airflow del 1934.

- Pablo Antonio (1902-1975), architetto
- Maurice Ascalon (1913-2003), scultore e designer
- George Barbier (1882-1932), illustratore e disegnatore di moda
- Raffaello Bibbiani (1891-1989), architetto
- Emma Bonazzi (1881–1959) pittrice, illustratrice e cartellonista pubblicitaria
- Edgar Brandt (1880-1960), fabbro
- Jean Carlu (1900-1997), cartellonista pubblicitario e grafico
- Cassandre (1901-1968), cartellonista pubblicitario e grafico
- Pierre Chareau (1883-1950), architetto e designer
- Demetre Chiparus (1886-1947), scultore
- Paul Colin (1892-1985), cartellonista pubblicitario e grafico
- Ernest Cormier (1885-1980), architetto e ingegnere
- Morris Fuller Benton (1872-1948), designer e tipografo
- Donald Deskey (1894-1989), designer
- Jean Dunand (1877-1947), ebanista, scultore e designer
- Jean Dupas (1882-1964), pittore, disegnatore, cartellonista pubblicitario e decoratore
- Erté (Romain de Tirtoff) (1892-1990), pittore e scultore
- Aleksandra Ėkster (1882-1949), pittrice e scenografa
- Eileen Gray (1878-1976), designer e architetto
- Raymond Hood (1881-1934), architetto
- Carl Paul Jennewein (1890-1978), scultore
- Georg Jensen (1866-1935), designer e orafo argentiere
- Ely Jacques Kahn (1884-1972), architetto
- René Lalique (1860-1945), orafo
- Jules Leleu (1883-1961), designer
- Tamara de Lempicka (1898-1980), pittrice
- Charles Loupot (1892-1962), cartellonista pubblicitario
- Paul Manship (1885-1966), scultore
- André Mare (1885-1932), pittore e designer
- Giancarlo Maroni (1893-1952), architetto
- Vadym Meller (1884-1962), designer, illustratore e architetto
- Jean Puiforcat (1897-1945), orefice
- Armand-Albert Rateau (1882-1938), disegnatore, mobiliere, decoratore e architetto
- Wirt C. Rowland (1887-1945), architetto
- Jacques-Émile Ruhlmann (1879-1933), designer
- Heinz Schulz-Neudamm (1899-1969), grafico e illustratore
- Sepo (1895-1983), cartellonista pubblicitario e pittore
- Louis Süe (1875-1968), architetto e decoratore
- Joseph Sunlight (1889-1978), architetto
- Walter Dorwin Teague (1883-1960), designer e architetto
- Thayaht, nome d'arte di Ernesto Michahelles (1893-1959), scultore, pittore, disegnatore, scenografo e inventore
- William Van Alen (1883-1954), architetto
- Ralph Thomas Walker (1889-1973), architetto

## Esempi di realizzazioni
- Il Chrysler Building, New York
- L'Empire State Building, New York
- Gli interni del Radio City Music Hall, New York
- Il Rockefeller Center, New York
- L'Argyle Hotel, Los Angeles
- Il Bullock's Wilshire Building, Los Angeles (ora sede della Southwestern University School of Law)
- La Torre Foshay, Minneapolis
- Il Claridge's hotel a Londra
- La città di Asmara, capitale dell'Eritrea
- Il traghetto MV Kalakala, 1926
- Le sedi dell'Università di Montréal
- Casa Savona a Palermo
- Teatro Finocchiaro, Palermo
- Palazzo del Banco di Sicilia (via Roma), Palermo
- La Sala della Cheli del Vittoriale degli italiani, Gardone Riviera
- La Stazione di Milano Centrale, Milano
- La stazione di servizio U-Drop Inn, Shamrock
- La Galleria Vittorio Emanuele III, Messina
- Le Terme Berzieri, Salsomaggiore Terme
- Il quartiere Coppedè, Roma
- Teatro Odeon, Catania
- Palazzo Garretto, Catania
- Palazzo Vucetich e Palazzo Mascali, Catania
- il Grattacielo di via Vittorio Veneto o Grattacielo Bibbiani, e Palazzo San Giorgio, La Spezia
- La casa-atelier della pittrice belga Louise De Hem a Forest, Belgio
- La statua del Cristo Redentore, Rio de Janeiro

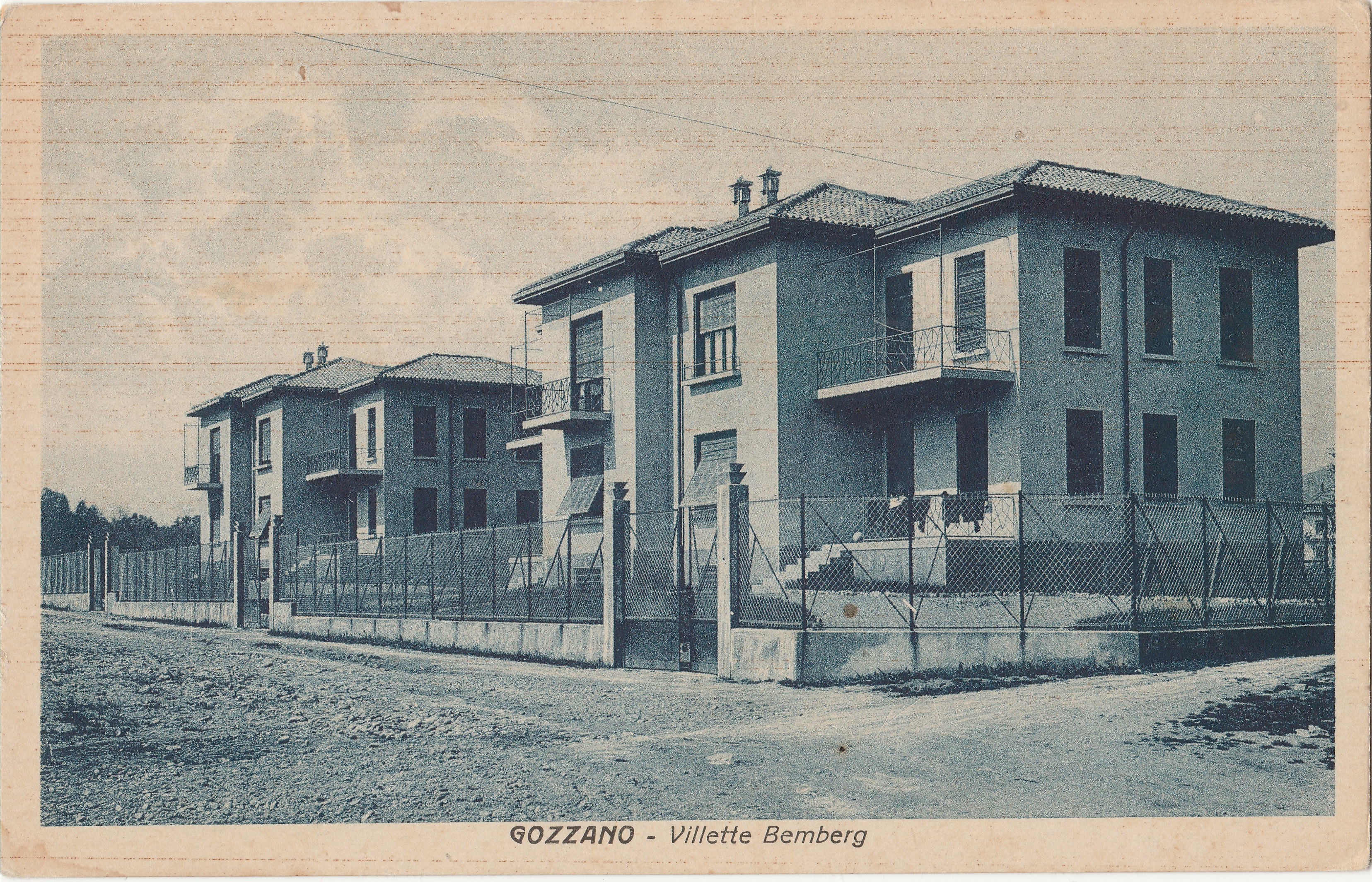
VILLETTE BEMBERG in stile art déco del 1926.

- VILLETTE BEMBERG in stile art déco del 1926.Ristoro Bemberg di fine anni 30, Gozzano Novara
- Villette Bemberg (Gozzano), 1926.